# Chì(IV) acetat
Chì(IV) axetat, chì tetraaxetat, axetat chì(IV) hay tetraaxetat chì là một hợp chất hóa học có công thức hóa học Pb(C
2H
3O
2)
4 và là một muối chì của axit axetic.

## Cấu trúc
Trong trạng thái rắn, các ion chì(IV) được bao quanh bởi bốn ion axetat, liên kết bởi hai nguyên tử oxy. Nguyên tử chì ở 8 liên kết và các nguyên tử oxy tạo thành một hình khối mười hai mặt tam giác.

## Điều chế
Nó có thể được chuẩn bị bằng cách đun nóng có chì đỏ với giấm. Chì axetat chính là chì(II) axetat. Quá trình này có hiệu suất thấp vì các dung dịch thu được đều pha loãng và cũng có chứa chì(II) axetat.
Năng suất tốt hơn có thể được tạo ra bằng chì(IV) oxit và axit axetic khan với sự có mặt của axetic anhydride.

## Phản ứng trong hóa học hữu cơ
Chì tetraaxetat là một tác nhân oxy hóa mạnh, một nhóm acetyloxy và một chất phản ứng chung cho việc đưa vào trong các hợp chất organo chì.

## An toàn
Chì(IV) axetat có thể gây tử vong nếu nuốt phải, hít phải, hoặc hấp thu qua da. Nó gây kích ứng da, mắt và đường hô hấp. Nó là một chất độc thần kinh. Nó ảnh hưởng đến mô nướu, hệ thần kinh trung ương, thận, máu và hệ sinh sản. Tính chất oxy hóa của nó có thể gián tiếp dẫn đến nhiều căn bệnh, thậm chí là ung thư, bởi cơ chế gốc tự do.